# Padre Adelino
Francisco Adelino dos Santos, conhecido como Padre Adelino (Belém, Paraíba, 12 de abril de 1949) é padre católico e político brasileiro.

## Biografia
É formado em Pedagogia pela Universidade Federal do Rio Grande do Norte (UFRN), com especialização em Administração Escolar e pós-graduação em Educação, pelo Instituto Superior de Educação de Londrina, no Paraná. É mestre em Antropologia Teológica pela Universidade de Roma, na Itália.
Exerceu um mandato de deputado estadual da Paraíba, pelo Partido dos Trabalhadores (PT), no período entre 1994 e 1998. Também foi vereador da cidade de João Pessoa, entre os anos de 2000 e 2008. Atualmente encontra-se filiado ao Partido Socialista Brasileiro (PSB).